# Siamusotima
Siamusotima is een geslacht van vlinders van de familie van de grasmotten (Crambidae), uit de onderfamilie van de Musotiminae. De wetenschappelijke naam en de beschrijving van dit geslacht zijn voor het eerst gepubliceerd in 2005 door Maria Alma Solis, Shen-Horn Yen, John A. Goolsby, Tony Wright, Robert Pemberton, Amporn Winotai, Usanee Chattrukul, Amara Thagong en Suriont Rimbut.

## Soorten
- Siamusotima aranea Solis, Yen, Goolsby, Wright, Pemberton, Winotal, Chattrukul, Thagong & Rimbut, 2005
- Siamusotima disrupta Solis, 2017
- Siamusotima ryukyuensis Sakamoto & Yoshiyasu, 2019